# Jaume Cardona Tur
Pour les articles homonymes, voir Cardona (homonymie) et Tur.
Jaume Cardona Tur, né à Eivissa le 26 février 1838 et mort à Madrid le 4 janvier 1923, est un religieux d'Ibiza, évêque militaire d'Espagne, sénateur et universitaire de l'Académie royale des sciences morales et politiques.

## Biographie
Il étudie au Séminaire d'Ibiza et s'installe à Madrid, où il est ordonné prêtre à la Cathédrale de l'Almudena en 1862. Il est nommé coadjuteur du recteur de Santa Gertrudis de Fruitera (ca), puis recteur à Palma jusqu'à ce qu'en 1865 il soit affecté à la Vicaria Castrense de Madrid. Pendant le Sexennat démocratique, il se fait connaître grâce à ses qualités oratoires et prononce de nombreux sermons dans les paroisses de Madrid. Lors de la restauration des Bourbons, il reste fidèle à la monarchie et est nommé chanoine de Huesca, aumônier honoraire de la Chapelle Royale et recteur de la paroisse de Buen Suceso à Madrid.
En 1892, il est ordonné évêque titulaire de Sion et Vicaire Castrense d'Espagne, ce qui lui confère la dignité de Pro-Aumônier du Roi et première autorité de la Chapelle Royale. Dans l'amitié de la régente Marie-Christine de Habsbourg-Lorraine, il célèbre les funérailles d'Alphonse XII et donne la communion au jeune roi Alphonse XIII d'Espagne. Le 3 mars 1896, il est élu académicien de l'Académie royale des sciences morales et politiques. Entre autres distinctions, il reçoit les grandes croix de l'Ordre d'Isabelle la Catholique et de l'Ordre de Charles III, la Médaille du Mérite Militaire et la Médaille du Mérite Naval.
Il est nommé au Sénat espagnol pour l'archevêché de Valence en 1907-1908 et 1910-1911. Lorsqu'il est ordonné Patriarche des Indes occidentales en 1920, il est nommé sénateur à part entière. De sa position, il s'est battu pour le rétablissement du diocèse d'Ibiza, qui n'a été réalisé qu'en 1927, quatre ans après sa mort. À sa mort le 3 janvier 1923, il reçoit des funérailles militaires comme le prévoient les ordonnances royales et est enterré dans l'église de Santa Isabel à Madrid.